# Animosité personnelle en droit français de la presse
Pour un article plus général, voir Animosité personnelle.
L'animosité personnelle est une notion juridique de la diffamation en droit français, car c'est l'un des quatre critères permettant d'évaluer la bonne foi en droit de la presse, selon le juriste Olivier Cazeneuve, y compris dans le cas de publications sur Internet, régies, elles aussi, par le droit pénal de la presse.

## Jurisprudence
Les écrits doivent, selon la jurisprudence de la loi sur la liberté de la presse du 29 juillet 1881, obéir à un but légitime, ne pas être inspirés par une animosité personnelle, respecter la prudence dans l'expression et être le fruit d’une enquête sérieuse et approfondie. La Cour de cassation exige la « réunion » de ces quatre critères pour établir la bonne foi. Même en cas d'enquête sérieuse, la manifestation d'une éventuelle animosité personnelle trop évidente prive en général le défendeur de la présomption de bonne foi en droit de la presse. 
Lorsque le président du Front national, Jean-Marie Le Pen, avait attaqué le quotidien Le Monde pour des articles parus en 2002 faisant état, sur la foi de témoignages concordants, de sa participation à la torture pendant la guerre d’Algérie, la 17e chambre correctionnelle de Paris s'était basée sur « la crédibilité certaine » des faits, mais cette notion n'avait pas suffi, le tribunal constatant aussi que le journal « n'a pas fait preuve d'animosité personnelle particulière » à l'égard de Jean-Marie Le Pen, même si la raison d'être d’une publication, rappelle le tribunal, « dans une société démocratique, est à coup sûr d’informer ses lecteurs mais aussi de faire des choix d'opinion »[réf. nécessaire].
Mis en cause par la presse dans une autre affaire, le diffuseur de cinéma Marin Karmitz, propriétaire des cinémas MK2, évoquait lui les règles démocratiques telles que « l'enquête sérieuse et l'absence d'animosité personnelle » lorsqu'il souligne la nécessité de pouvoir répondre à des affirmations susceptibles d'être diffamatoires.
Ce critère d'animosité personnelle est également apprécié par la Justice dans un autre domaine, selon le site internet du ministère de la Justice, celui de la « Liberté de parole des avocats et ses limites ».